# Joey Pelupessy
Joey Pelupessy, né le 15 mai 1993 à Almelo aux Pays-Bas, est un footballeur néerlandais qui joue au poste de milieu de terrain au Lommel SK.

## Biographie
Il joue plus de 100 matchs en Eredivisie avec le club de l'Heracles Almelo.
Le 18 janvier 2018, il s'engage avec le club anglais de Sheffield Wednesday.